# Krokiet na Letnich Igrzyskach Olimpijskich 1900 – gra pojedyncza, jedna piłka
Gra pojedyncza jedną piłką była jedną z trzech konkurencji w krokiecie na Letnich Igrzyskach Olimpijskich 1900. Zawody zostały rozegrane 28 czerwca w Lasku Bulońskim w Paryżu.
W turnieju wystartowało dziewięciu zawodników z dwóch krajów, w tym dwie kobiety. Rywalizowali oni w trzech rundach. W pierwszej rundzie pięciu krokiecistów zostało wyeliminowanych, czterech najlepszych awansowało dalej. Do finału z drugiej rundy awansowało dwóch najlepszych zawodników. Chrétien Waydelich, który zajął trzecie miejsce w drugiej rundzie, decyzją Międzynarodowego Komitetu Olimpijskiego otrzymał brązowy medal. W finale zwyciężył Gaston Aumoitte, który z dorobkiem 15 punktów pokonał Georges'a Johina.

## Pierwsza runda
| Poz. | Zawodnik              | Punkty | Uwagi |
| ---- | --------------------- | ------ | ----- |
| 1    | Chrétien Waydelich    | 11     | Q     |
| 2    | Georges Johin         | 13     | Q     |
| 3    | Al. Blachère          | 17     | Q     |
| 4    | Gaston Aumoitte       | 18     | Q     |
| 5    | Desprès               | 24     |       |
| –    | Jeanne Filleaul-Brohy | DNF    |       |
| –    | Marcel Haëntjens      | DNF    |       |
| –    | Marie Ohnier          | DNF    |       |
| –    | Sautereau             | DNF    |       |

## Druga runda
| Poz. | Zawodnik           | Punkty | Uwagi |
| ---- | ------------------ | ------ | ----- |
| 1    | Georges Johin      | 16     | Q     |
| 2    | Gaston Aumoitte    | 18     | Q     |
| brąz | Chrétien Waydelich | 20     |       |
| 4    | Al. Blachère       | 22     |       |

## Finał
| Poz.   | Zawodnik        | Punkty |
| ------ | --------------- | ------ |
| złoto  | Gaston Aumoitte | 15     |
| srebro | Georges Johin   | 21     |